# Богучарка
Богучарка (рос. Богучарка) — річка на півдні Воронезької області, права притока Дону. На річці знаходиться місто Богучар. Довжина річки — 101 км, площа водозбірного басейну — 3240 км².

## Географія
Річка тече у південній частині Воронезької області, яка розташована на відрогах Донського масиву з абсолютними відмітками понад 150 метрів. Територія басейну річки є горбистою місцевістю з виходами крейдяних відкладень, в яких зустрічається крейдяний карст.
Найвища відмітка водозбору дорівнює 233 м, вона знаходиться у верхів'ях Лівої Богучарки. На вододілі з річкою Білою відмітка місцевості знижується до 203 м.
На поверхні сточища протікає 21 річка завдовжки понад 21 км. Найзначніша з них — Ліва Богучарка довжиною 61 км.
Заболоченість басейну Богучарка невелика.
Віднесена до Донського басейну.